# Tebing Tinggi
Tebing Tinggi è una città dell'Indonesia, situata nella provincia di Sumatra Settentrionale.